# Залізнична лінія Львів — Самбір — Чоп
Залізни́ця Льві́в – Са́мбір – Чоп — магістральна залізниця України. Пролягає від Львова, центру Західної України, через Самбір, обласний центр в українських передгір'ях Карпат, до українського прикордонного міста Чоп на кордоні Словаччини, України та Угорщини. Експлуатацію одноколійного маршруту (з російською широкою колією — 1520 мм) здійснює Українська залізниця, зокрема Львівська залізниця.

## Історія

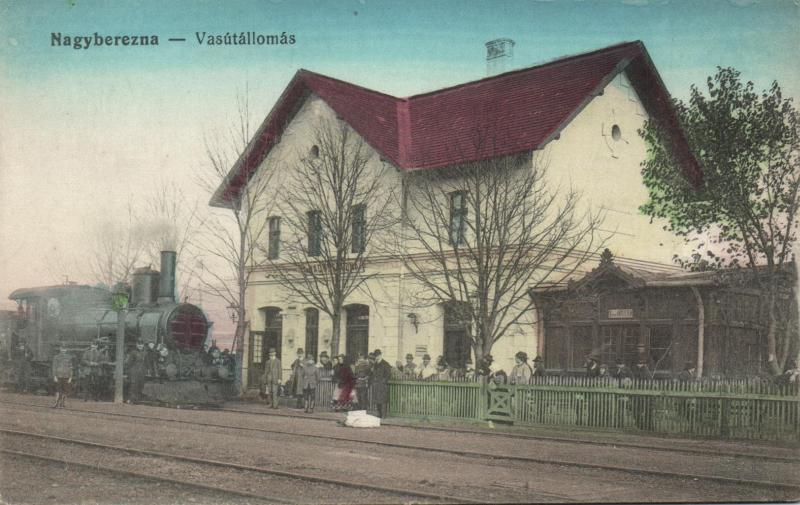
Історичний вигляд вокзалу в Надберезні (1911 р.)

Маршрут проклали як стратегічно важливий зв'язок між австрійською коронною землею Галичиною та Угорським королівством через Ужоцький перевал як «державна залізниця Лемберг – Самбор – Сянкі» (угорський кордон) на підставі Закону № 63 від Законодавчий вісник Рейху від 6 червня 1901 р. планувався, будівельні роботи розпочалися на дистанції між Лембергом і Самбором восени 1901 р., а між Самбором і кордоном з Угорським королівством біля Сянків через рік. Потім розділи були відкриті таким чином:
- Львів — Самбір (77 кілометрів): 27 серпня 1903 р.
- Самбір — Стрілки (36 кілометрів): 19 листопада 1904 р.
- Стрілки — Сянки (62 кілометри): 24 серпня 1905 р.

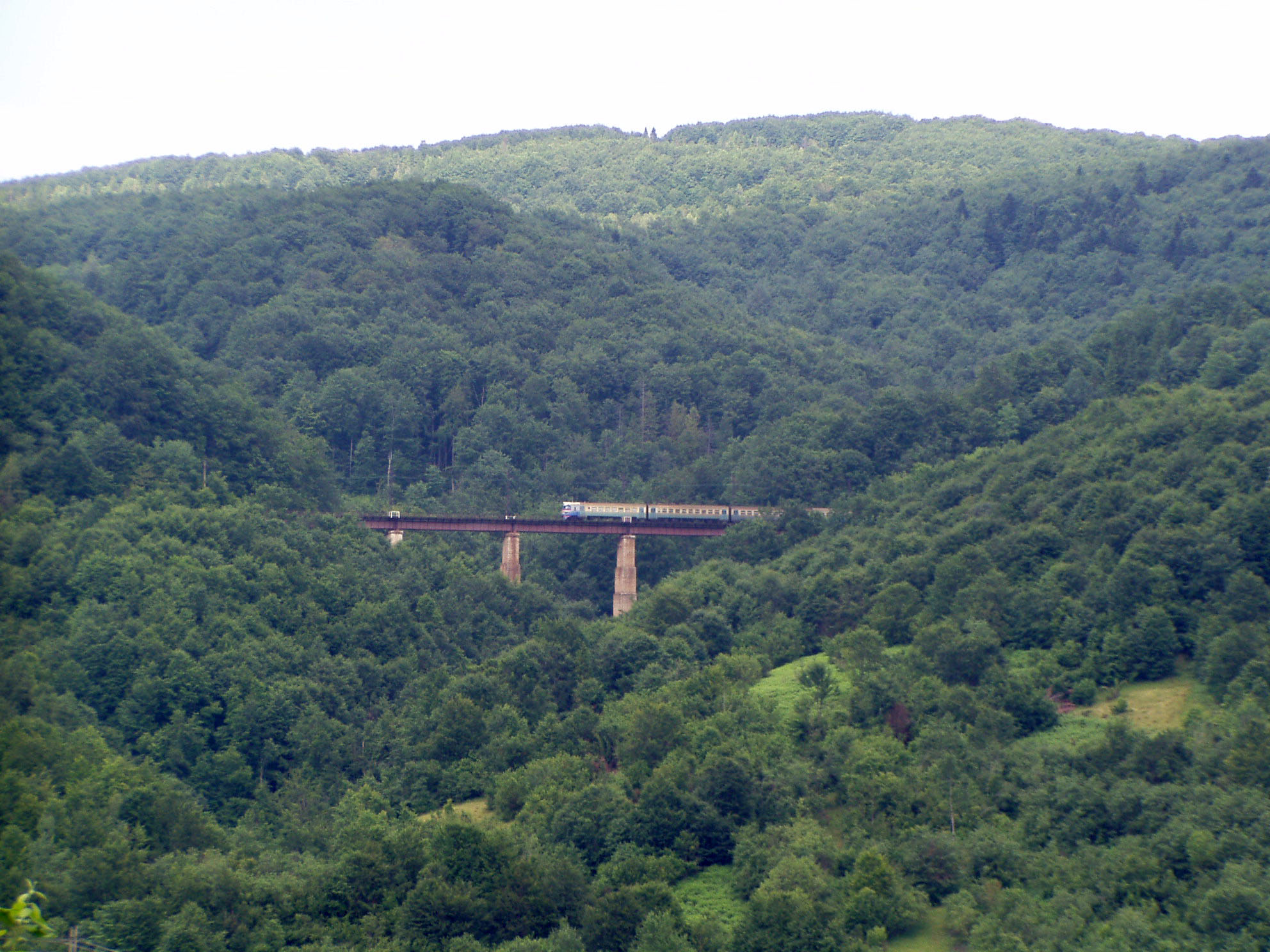
Віадук на Ужоцькому перевалі (2010)

Маршрут з угорського боку також був завершений 2 жовтня 1905 р. від Надберезного згідно з угорським законом від 1904 р. Відрізок між Чопом і Унгваром відкрила Угорська Північно-Східна залізниця 25 серпня 1872 р. й він став власністю в 1890 р. Угорських державних залізниць. У 1894 році лінію (41,9 кілометра) від Унгвара до Надберезного додатково розширила пізніша компанія Ungthal Local Railway Actien Company («Ungvölgyi helyi érdekü vasút»). З 1905 року операціями керувала Угорська державна залізниця (MÁV). У 1908 році секцію повністю націоналізували.

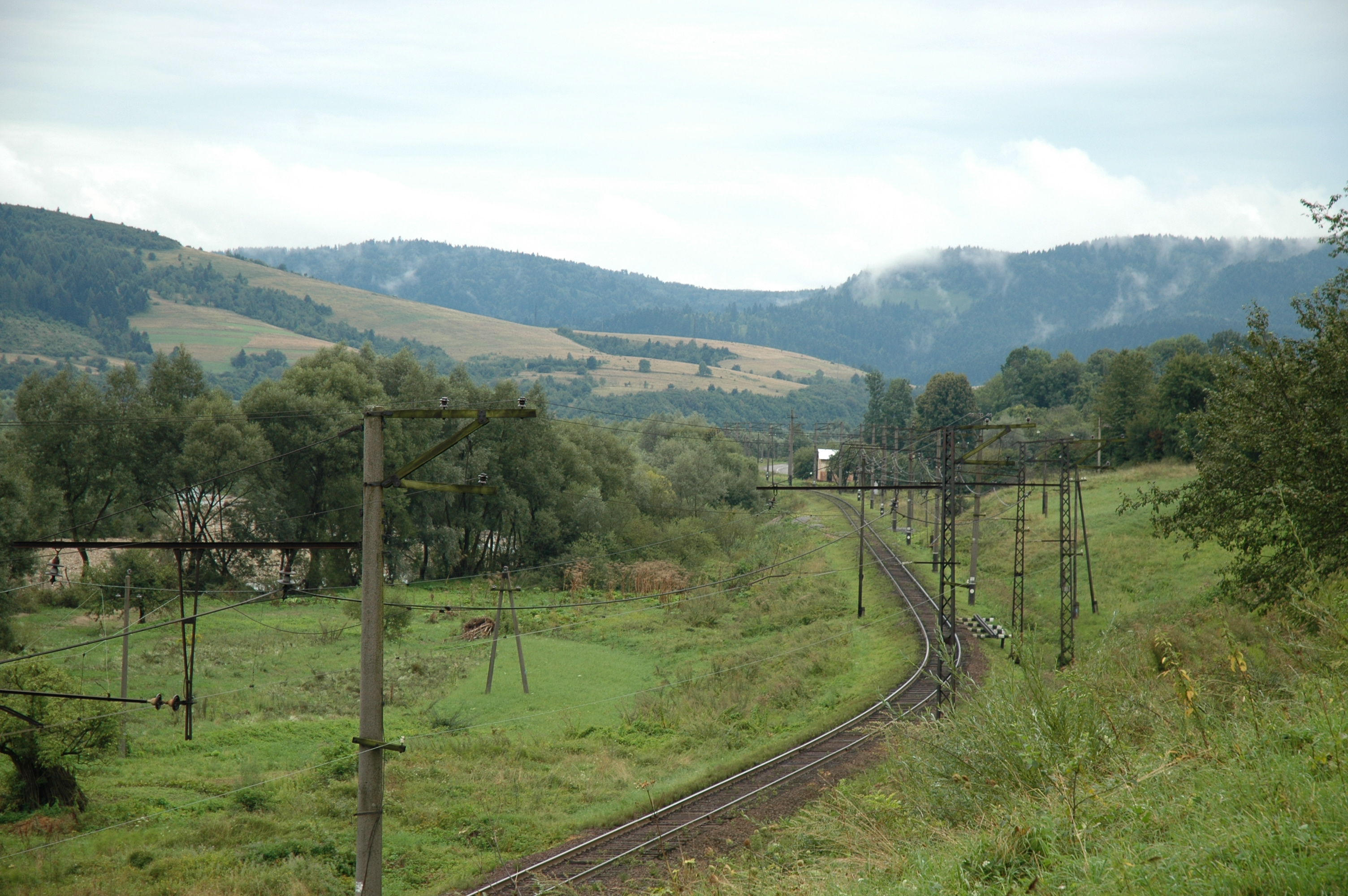
Маршрут у лісових Карпатах під Старим Самбором (2008)

Після закінчення Першої світової війни в 1918 році частина колії до Сянків відійшла до Польщі, а частина, що залишилася до нинішнього Чопа, стала Чехословаччиною. Тут маршрут отримав номер 282 до Ужок.
Через окупацію південної частини Карпатської Русі Угорщиною внаслідок Першого Віденського арбітражу, решту Доманіце-Польського кордону відокремили від решти мережі маршрутів і більше не могли обслуговувати. Після приєднання всієї Карпатської України до Угорщини весь шлях від Ужоцького перевалу до Чопа знову став частиною мережі Угорських державних залізниць (MÁV).
Через окупацію Східної Польщі Радянським Союзом невдовзі після початку Другої світової війни в 1939 році, раніше польська частина шляху перейшла у володіння Радянських залізниць (РЗ), але це було зупинено після того, як німецьке вторгнення в Радянський Союз у червні 1941 року було скасовано, а маршрути перейшли під контроль Генеральної дирекції Східної залізниці (Гедоб). Маршрут Лемберг – Самбір – Сянкі був зазначений у Reichskursbuch в 1944 році як KBS 534c.
Після Другої світової війни як Східна Галичина, так і раніше Чехословацька Карпатська Русь остаточно увійшли до складу території Радянського Союзу. На хребті Карпат уже не було державного кордону і прикордонні станції могли бути ліквідовані. РЗ перевів трасу на російську широку колію (1524 мм). Станція Сянки залишилася проміжною станцією для переїздів поїздів на гірському хребті замість чехословацької прикордонної станції Ужок, тепер є лише незначна зупинка.
Від часу проголошення незалежної Української держави 24 серпня 1991 року маршрут входить до мережі Української державної залізниці Укрзалізниці (УЗ).
У квітні 2024 року Укрзалізниця розпочала будівництво паралельної колії між Ужгородом і Чопом. У присутності прем'єр-міністра України Дениса Шмигаля 11 квітня 2024 року закладено перші шпали на новому маршруті. У майбутньому це дасть змогу курсувати наскрізними поїздами зі Словаччини та Угорщини до Ужгорода без пересадки транспортних засобів чи пересадки пасажирів. Витрати становлять 1,3 мільярда гривень, половину з яких покриє Україна, а половину — проєкт ЄС Connecting Europe (CEF). Роботи розраховані на 14 місяців. Розглядається розширення стандартної колії до Львова.